# Eva Lopez
Pour les articles homonymes, voir Eva Lopez (homonymie).
 (septembre 2017).
Eva Lopez est une chanteuse française née à Avignon.

## Biographie
Passionnée par le chant et la danse, c’est à l’âge de six ans qu’Eva Lopez commence ses études dans une école de danse à Avignon, puis à l’école modern jazz de Montpellier. Elle participe à des stages au conservatoire de musique lyrique de Béziers tout en étant choriste dans des orchestres réputés comme le grand orchestre de René Coll, en même temps qu'elle chante dans le restaurant de René Cerdan (fils de Marcel Cerdan) à Montpellier.[Quand ?]
Elle est invitée par l’Ambassade de France en Italie pour chanter La Marseillaise lors de la cérémonie du 14 juillet[Quand ?].
Une autre invitation pour un 14 juillet[Quand ?], c'est à Florence qu'Eva Lopez donne un concert à la demande de l'Institut français de Florence et du consulat de France à Florence. Depuis, elle est "l’ambassadrice" de la chanson française en Italie et donne de nombreux concerts en interprétant des chansons d’Édith Piaf, de Barbara, de Jacques Brel, de Gilbert Bécaud, de Léo Ferré, de Charles Aznavour… mais aussi des compositions personnelles. À la demande de l’ambassade de France au Kosovo, elle donne un récital à Pristina lors de la semaine de la francophonie[Quand ?].
La Maison Française à Washington accueillait Eva Lopez pour un récital organisé par l'ambassade de France[Quand ?], la veille[Quand ?] elle se produisait avec ses musiciens au John F. Kennedy Center for the Performing Arts de Washington.
Lors de la 38éme journée de l’Europe[Quand ?] a été décerné à Eva Lopez le prix de la personnalité européenne. Le prix a été remis dans la salle Protomoteca du Capitole à Rome.
Le 6 décembre[Quand ?], Eva Lopez donnait un récital de chansons françaises au théâtre Politéama de Catanzaro (Italie). 
En juin 2022, Eva Lopez Quartet interprète Dalida à l'auditorium Casalinuovo de Catanzaro, en Italie, une création musicale "jazzy". 
De nombreuses vidéos présentent des extraits des
Récitals d'Eva Lopez.

## Discographie
- La fuerza del destino
- Quand tu chantais
- Parle-moi d'amour / Parlami d'amore
- J'habite une frontière avec Marco Lo Russo aka Rouge [6]
- Je t'aime[7]